# شيريل بورتون
شيريل بورتون (بالإنجليزية: Cheryl Burton)‏ هي صحفية أمريكية، ولدت في 25 ديسمبر 1962 في Provident Hospital (Chicago) ‏ في الولايات المتحدة.